# BIPE
 (décembre 2022).
Le Bipe (Bureau d’informations et de prévisions économiques) est un cabinet de conseil en stratégie.

## Histoire
Le BIPE est créé en 1958 sous la forme d’une association, par l’État et de grandes entreprises françaises (EDF, Renault, Lafarge…) qui souhaitent avoir un centre de prévision indépendant. Son premier président est François Bloch-Lainé auquel succède Claude Gruson de 1969 à 1989, date de la transformation du BIPE en société anonyme.
Parmi les fondateurs du BIPE figure également Henri Aujac, économiste nommé directeur général en 1959, à l’origine de la conception des « Tableaux des échanges interindustriels » (futurs Tableaux Entrées Sorties) de la Comptabilité Nationale française.
Depuis 2021, le BIPE est présidé par Arnaud Naudan. Depuis sa création, le BIPE a contribué à différents débats économiques et stratégiques en France. L’association compte parmi ses membres une centaine d’entreprises ainsi que les principales administrations économiques et organisations patronales.

## Chronologie

### Années 1960
Le BIPE accompagne le lancement et la mise en œuvre de grands programmes industriels. L’État et les grandes entreprises ont la volonté de faire émerger de grands leaders dans les secteurs de l’énergie, de la construction aéronautique, de l’industrie automobile, de l’électronique. Les études et les prévisions du BIPE (à un an et à cinq ans) mettent l’accent sur l’offre et les marchés industriels avec la mise en évidence des interdépendances entre les secteurs de l’économie. Le BIPE pose le concept de filière industrielle,,.

### Années 1970
Le Bipe participe à la tertiarisation de l’économie en apportant une contribution au plan Calcul. Le choc pétrolier et le développement des énergies alternatives conduisent le Bipe à réaliser le premier tableau de bord de l’environnement à la demande du premier des ministres chargés de environnement.[réf. nécessaire]

### Années 1980
Le BIPE réalise à la demande de l’État des prévisions glissantes détaillées[source secondaire souhaitée] (PGD) afin de permettre aux entreprises et à d’autres acteurs de mieux établir des prévisions à moyen terme. Les prévisions à 5 ans s’organisent autour de trois niveaux : une analyse macro économique d’ensemble, une analyse sectorielle au niveau 40, une analyse fine au niveau de 200 produits et ouvrages,. Les PGD seront réalisées chaque année de 1980 à 1995 ; elles structurent l’activité d’études et de prévisions pendant la décennie.

### Années 1990
Dans les années 1990, Bernard Vernier-Palliez et Didier Pineau-Valencienne sont successivement présidents de BIPE Association, regroupant les clients privilégiés du BIPE[Quoi ?][source secondaire souhaitée].
L’aide au positionnement des entreprises devient largement majoritaire. Les missions se diversifient et couvrent un nombre de plus en plus importants d’entreprises et de secteurs. Elles font appel aux modèles macroéconomiques et sectoriels développés par le BIPE[source secondaire souhaitée].

### XXIesiècle
Anne Duthilleul a présidé BIPE Association de 2002 à 2010.
Depuis 2015, le BIPE a développé un outil numérique d'évaluation et d'analyse de la solidité financière des entreprises,.
En septembre 2018, 60 ans après sa création par l’État, le BIPE renonce à son indépendance pour rejoindre BDO, qui vient alors d’acquérir 51 % de son capital.
En novembre 2021, BDO reprend 100 % du capital du BIPE. Arnaud Naudan devient son Président.

## Outils et méthodes
Le concept de filière est utilisé au BIPE à partir de 1960.
Dans un système productif où les services sont davantage présents, les études prospectives font appel aux méthodes de l’analyse sociétale. Ces méthodes ont été développées à partir de 1980 par Bernard Préel[source insuffisante].
Dans les années 2000, André Babeau, conseiller scientifique au BIPE, a conduit des analyses du cycle de vie de l’épargne et des comportements financiers des ménages.
La démarche prospective est utilisée par le BIPE pour des missions avec l’horizon temporel de moyen et long terme le plus proche de l’horizon stratégique de l’acteur concerné. Historiquement, la démarche prospective a été conduite pour des travaux commandés par l’État et les ministères, notamment dans le cadre des Plans (période 60 – 95).
Par ailleurs, l’outil « Migrations résidentielles » permet de prévoir les dynamiques démographiques locales, sur la base des derniers recensements de l’INSEE.
Parmi les prévisions mondiales actuelles du BIPE, une étude pour la filière automobile anticipe la demande en énergie des véhicules routiers à l’horizon 2030[source insuffisante]. Le BIPE propose également des analyses des comportements mondiaux de mobilité.